# Acutiramus
Acutiramus és un gènere d'euriptèrides que visqueren des de finals del Silurià al Devonià primerenc. Acutiramus és un dels escorpins de mar més grossos, amb pinces de 5 cm de longitud i una longitud total de prop de 2 m. Està relacionat amb Pterygotus. Se n'han descrit set espècies: cinc de Nord-amèrica i dos de la República Txeca i, possiblement Austràlia.